# Ервін Зітас
Ервін Зітас (нім. Erwin Sietas, 24 липня 1910 — 20 липня 1989) — німецький плавець.
Призер Олімпійських Ігор 1936 року, учасник 1928, 1932 років.
Чемпіон Європи з водних видів спорту 1934 року, призер 1931, 1938 років.